# Madona de Sternberg
La Madona de Sternberg (en checo: Šternberská madona) es una escultura de la Virgen María con el Niño Jesús. Una de las imágenes marianas bohemias más importantes de la corriente artística de las bellas Madonas, está considerada monumento cultural de la República Checa.
La obra, descubierta en 1957 en una iglesia filial en Babice propiedad de la familia Sternberg, constituye una de las Madonas creadas por los artistas del círculo del Maestro de la Bella Madona de Toruń. Actualmente forma parte de una exposición permanente de escultura medieval en el Museo Arquidiocesano de Olomouc.

## Historia
La literatura sostiene que la talla fue creada para la iglesia monacal de los agustinos en Šternberk y que durante la reconstrucción barroca del templo fue trasladada a la sacristía de la iglesia en Babice. Desde el punto de vista de Ivo Hlobil, alteraciones posteriores en la estatua, en particular el recorte de la parte trasera de la escultura (originalmente tridimensional) y la ausencia de policromía en el reverso, indican la posible ubicación de la imagen en la capilla del Castillo de Sternberg antes de su llegada a Babice. El castillo fue erigido en 1380 por Alberto de Sternberg, obispo de Litomyšl y Magdeburgo durante el reinado de Carlos IV, además de ser obispo de Olomouc y fundador del monasterio agustino de Šternberk. En la capilla destacan retablos alados con un estilo pictórico similar al del Maestro de Třeboň, pinturas murales fechadas hacia 1380, y una ménsula de piedra, diferente a nivel estilístico de la ménsula situada en el muro opuesto y no colocada en la capilla hasta aproximadamente 1400. La ménsula se halla decorada con un relieve; posiblemente esta figura provenga del periodo de las bellas Madonas, siendo tan similar en estilo a la Madona de Sternberg que probablemente ambos trabajos son obra del mismo autor. Con el fin de verificar la existencia de una relación entre ambas esculturas, se llevó a cabo un experimento consistente en poner un molde de yeso de la Madona en la ménsula; esto permitió comprobar que la base de la Madona encaja con una sección cortada de la ménsula y que la altura y profundidad del espacio ubicado bajo el dosel situado sobre ella se corresponden aproximadamente con las dimensiones que la talla tenía antes de que se le cortasen la espalda y la corona.

## Descripción
La escultura, realizada en marga arenisca sobre una base de tiza, mide 84 centímetros de alto por 37 de ancho y 18 de profundidad y conserva restos de la policromía original. Artísticamente, la Madona de Sternberg posee varias similitudes con las Madonas de Toruń, Breslavia y Bonn; al respecto, Albert Kutal opina que todas proceden del taller del Maestro de la Bella Madona de Toruń, considerando además a las estatuas de San Juan de Třeboň y la Madona de Venecia (en el Museo Palacio de Arte de Düsseldorf) como los prototipos en los que el círculo de Toruń basó su trabajo. Una característica especial de este grupo es la contravención del principio del contrapeso, ya que el Niño Jesús figura sobre la pierna de la Virgen que está libre en vez de sobre la pierna en la que esta se apoya. Por lo general, estas Madonas están extrechamente vinculadas a las esculturas creadas por el taller de Peter Parler. Con su impacto monumental, robustez y piernas firmemente separadas, estas obras difieren de la segunda etapa de las bellas Madonas, representadas por la Madona de Krumlov, con todas las estatuas derivadas de ella caracterizadas por una fragilidad incorpórea y una pose mucho más dinámica.
La figura de la Madona se halla distribuida en torno a un eje central situado entre la cabeza y la base, presentando una pose estática. El torso está cubierto con suntuosas telas divididas por una gran cantidad de pliegues en forma de cuenco, de horquilla y de tubo. Respecto a las piernas, estas están notablemente separadas, con todo el peso descansando sobre la derecha. La Virgen sostiene al Niño Jesús sobre la pierna izquierda, desde donde las telas discurren en diagonal para reunirse en el centro en forma de dobleces serpenteantes y terminar en el lado derecho, donde se forman pliegues que caen en cascada. Estos pliegues son constantes en toda la tela, respetando el movimiento y formando suaves transiciones, con la única excepción en la zona del hombro derecho, poco diferenciada respecto a las demás.
La posición del Niño Jesús sobre la pierna de la Virgen que queda libre del peso de su cuerpo lo sitúa en una posición de vulnerabilidad dada la falta de apoyo, si bien este inconveniente queda suplido por un conjunto de grandes pliegues horizontales presentes en el área de la cintura, los cuales se sitúan justo debajo de la figura del infante; esto proporciona un segundo conjunto de dobleces verticales en el manto bajo el brazo izquierdo de la Virgen, característica que también posee la Madona de Krumlov. En vez del rostro oval y esbelto de esta última, el de la Madona de Sternberg es ancho y redondeado, similar al tipo de esculturas creadas por el círculo del Maestro de la Bella Madona de Toruń. La de Sternberg refleja el prototipo de la de Krumlov de una manera particular en lo relativo a los rizos del cabello y al gesto de la Virgen de undir levemente los dedos de su mano derecha en la suave piel de su hijo. Esta característica posee lógica en la Madona de Krumlov ya que Jesús descansa sobre su mano, si bien en el caso de la Madona de Sternberg este gesto resulta objetivamente innecesario. Por otro lado, el hecho de que Jesús aparezca jugando con una manzana constituye un motivo presente casi con carácter exclusivo en la Madona de Toruń. La parte baja del lado frontal muestra una variante de esta última Madona con mínimas modificaciones, repitiendo la misma disposición de los ropajes, con pliegues en forma de horquilla los cuales se extienden por el lado derecho hasta la base. La principal diferencia radica en la figura del Niño Jesús, quien en la Madona de Toruń toca la manzana con las dos manos, mientras que en la Madona de Sternberg sujeta el velo de su madre con la mano derecha y gira su cuerpo hacia el espectador del mismo modo que en la Madona de Krumlov. La de Sternberg no sostiene una manzana en la mano derecha, sino que con ella sujeta a Jesús, lo que significa que el codo se desplaza hasta la parte central del cuerpo y, en consecuencia, no puede sujetar el manto del lado derecho. También se encuentra ausente el movimiento circular de los pliegues, que en las Madonas de Toruń y Krumlov se hallan envolviendo la manzana como punto central del elemento psicológico plasmado, donde se produce el encuentro entre las manos de madre e hijo. El velo de la Virgen no posee formas tubulares sino que se extiende libremente, sujetando el Niño Jesús un extremo del mismo con su mano derecha; esta característica, junto con la forma del rostro de María, tiene su inspiración en la pintura Madonna de Veveří. Respecto al reverso de la imagen, donde el manto se halla dispuesto en pliegues verticales los cuales discurren desde los hombros hasta los pies, este es prácticamente idéntico al de la Madona de Breslavia y la Madona de Krumlov (la parte posterior de la Madona de Sternberg era original y enteramente tridimensional, si bien la misma resultó dañada tras haber sido cortada).
De acuerdo con Jiří Fajt y Robert Suckale, la composición de la escultura hace referencia a la futura pasión y muerte de Cristo, dirigiéndose la atención del espectador al niño gracias al movimiento de María y a la disposición de los pliegues; la madre sujeta firmemente el cuerpo desnudo de su hijo con la mano derecha al tiempo que lo atrae hacia ella con el fin de protegerle, levantando con su mano izquierda los pies del infante como si predijese que los mismos serán atravesados por un clavo. Jesús, haciendo gala de una expresión inusualmente seria e impropia de un niño, agarra fuertemente la manzana, símbolo de la salvación de la humanidad. Este concepto de madre compasiva, conocedora de los terribles sufrimientos que deberá soportar su hijo, está basado en la experiencia mística vivida por Santa Brígida de Suecia.

## Autoría
Tras retirar capas posteriores de policromía del reverso de la estatua se descubrió una inscripción tallada sobre la base de tiza consistente en tres letras góticas minúsculas («hen») con una abreviatura («us»); estas letras constituyen la firma del artista, cuyo nombre podría ser Henricus. En base a esto, se considera generalmente como autor de la Madona de Sternberg al escultor Heinrich IV Parler, sobrino de Peter Parler y capataz durante la construcción de la Catedral de San Vito, en Praga. Sin embargo, las obras mejor documentadas de Parler, como la arquivolta del portal de San Pedro en la Catedral de Colonia o la Piedad de la Iglesia de Santo Tomás en Brno, arrojan dudas sobre esta atribución ya que muestran considerables diferencias estilísticas. Adicionalmente, en los registros semanales llevados a cabo durante el levantamiento de la Catedral de San Vito, Heinrich es mencionado mediante una abreviatura compuesta por cuatro letras en vez de dos («icus»).
Debido a que las bellas Madonas están ligadas al trabajo de la familia Parler, Hlobil ha propuesto una interpretación distinta de la abreviatura, leyéndola como «Henus» (Hans) y sugiriendo que la Madona de Sternberg es obra posiblemente de Johann Parler, el hijo menor de Peter. Johann fue maestro de obras de la Catedral de San Vito de 1398 a 1406 siguiendo los pasos de su padre y su hermano mayor Wenzel, con quien elaboró en 1404 la Piedad de la Catedral de Estrasburgo (actualmente desaparecida). Sumado a lo anterior, en 1990 Lothar Schultes identificó a Wenzel, quien fue maestro de obras de la Catedral de San Esteban de Viena de 1399 a 1404, como el autor de la Madona de Krumlov, tesis que abandonaría posteriormente. La ornamentación de estos trabajos en la época en que ambos artistas estuvieron en activo posee una técnica diferente, por lo que la identificación de Johann y Wenzel como los autores de la Madona de Sternberg constituye a día de hoy una mera hipótesis. Por otro lado, la conexión entre la talla de la Madona y las estatuas de la Basílica de la Virgen de la Merced de Ptujska Gora, en Eslovenia, obra del conocido como Maestro de San Jaime, se debe según expertos a la llegada a Ptujska Gora hacia 1400 de un grupo de tallistas de piedra procedentes del equipo de obreros que trabajaban en la Catedral de San Vito.
Kutal efectuó un minucioso estudio comparativo y llegó a la conclusión de que el escultor que creó la Madona de Sternberg provenía del equipo de tallistas al servicio de Peter Parler y que el mismo estaba familiarizado con la pintura y la xilografía bohemia antigua. Según Kutal, este escultor creó en torno a 1390 la Madona de Düsseldorf como prototipo de un grupo de Madonas en las que se encuadra la de Sternberg, realizando antes de 1400 la de Toruń y adoptando igualmente elementos típicos del círculo del Maestro de la Bella Madona de Krumlov. Debido a lo significativo de la forma en que se influenciaron mutuamente los artistas responsables de estos dos tipos de bellas Madonas, se puede presumir que trabajaron en el mismo taller en la misma época, siendo probable que la Madona de la Catedral de San Vito fuese elaborada allí (la datación de estos trabajos se corresponde además con el periodo en que los hijos de Peter Parler estuvieron activos en Praga).

## Restauración
La primera restauración fue ejecutada por František Sysel en 1958. Durante el proceso se retiraron seis capas de color carne y entre cuatro y cinco capas de policromía presentes en la túnica, el manto y el velo, dejando al descubierto las capas de pintura más antiguas: bermellón en la parte exterior del manto, azul cobalto en la parte interior del mismo, dorado en el dobladillo, rojo oscuro en la túnica y ocre en el velo. En la década de 1960, con motivo de una mala práctica al momento de obtener un molde en yeso de la figura, la policromía y la base de tiza resultaron dañadas en numerosas zonas. Por su parte, el color carne original, en una octava capa, no fue descubierto hasta una restauración acometida en 1998; el restaurador consideró en su momento que las capas más antiguas de policromía se encontraban en el color carne y las áreas pintadas en dorado (el cabello y los dobladillos del manto); que únicamente se aplicó una base de tiza a las demás superficies; y que el proceso de policromado se vio interrumpido cuando el reverso de la talla fue cortado. Es posible que el rico color bermellón del manto, el cual distingue a esta Madona de otras del mismo género artístico, sea de un periodo posterior, con varios expertos fechándolo en los siglos xv o xvi.
En el pasado se reparó un pequeño desperfecto presente en el manto mediante un proceso de retallado, motivo por el que el arreglo de los ropajes carece de lógica. De un periodo posterior data a su vez el agujero en la cabeza del Niño Jesús, en la cual debía ir insertada una aureola. Del mismo modo, en fecha desconocida la corona pétrea en la cabeza de la Virgen fue acortada y adaptada con el fin de que sobre la misma se pudiese colocar una corona de metal. La parte posterior de la escultura, concebida para ser emplazada en un espacio abierto, era inicialmente tridimensional, con una disposición de pliegues en forma de abanico cayendo desde los hombros hasta los pies, si bien poco después de la terminación de la obra la misma fue recortada, tal vez con motivo de su reubicación sobre la ménsula de la capilla del Castillo de Sternberg.